# Joel Vernaza
Joel Vernaza (Esmeraldas, Esmeraldas, 2 de agosto de 1976) es un exfutbolista y entrenador ecuatoriano. Jugaba de Delantero y su último equipo fue Deportivo Coca de la Segunda Categoría. Actualmente dirige a Chacaritas FC de la Serie B de Ecuador.

## Clubes
| Club                  | País    | Año       |
| --------------------- | ------- | --------- |
| Liga de Loja          | Ecuador | 1994      |
| Barcelona SC          | Ecuador | 1995      |
| Deportivo Quito       | Ecuador | 1997-2002 |
| Delfín SC             | Ecuador | 2002      |
| Macara                | Ecuador | 2003-2004 |
| Deportivo Saquisilí   | Ecuador | 2004      |
| Liga de Loja          | Ecuador | 2005      |
| Técnico Universitario | Ecuador | 2005      |
| Calceta SC            | Ecuador | 2006      |
| Municipal de Cañar    | Ecuador | 2007      |
| Olmedo                | Ecuador | 2007      |
| U.T.E                 | Ecuador | 2008      |
| Cuniburo Fútbol Club  | Ecuador | 2009      |
| Mushuc Runa           | Ecuador | 2010      |
| Cuniburo Fútbol Club  | Ecuador | 2011      |
| Deportivo Coca        | Ecuador | 2012      |